# Gustave Schlumberger

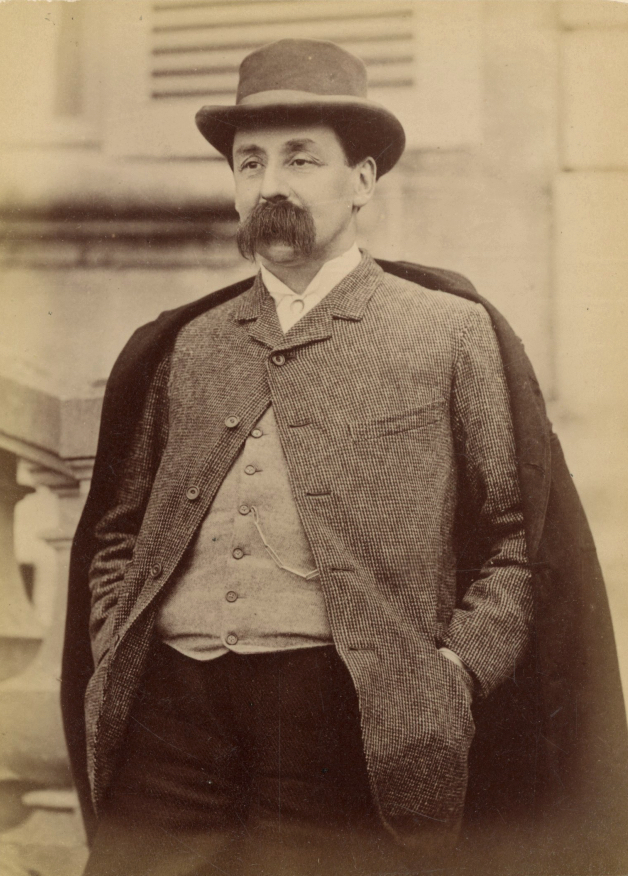
Gustave Schlumberger

Gustave Schlumberger (* 17. Oktober 1844 in Guebwiller, Elsass; † 9. Mai 1929 in Paris) war ein französischer Historiker, Byzantinist und Numismatiker.
Als Gewinner eines Stipendiums studierte Schlumberger in Paris Medizin, während des Deutsch-Französischen Krieges 1870–1871 war er als Sanitäter eingesetzt. Nach dem Studienabschluss ließ er sich jedoch nicht als Arzt nieder, sondern widmete sich historischen, numismatischen und siegelkundlichen Studien. Reisen führten ihn nach Rom, in den Vorderen Orient und nach Deutschland.
Seine Forschungsschwerpunkte waren die Kreuzzüge und das Byzantinische Reich. Er wurde 1884 Mitglied der Académie des Inscriptions et Belles-Lettres als Nachfolger des Archäologen Albert Dumont und war Mitglied der Société des antiquaires de France. Ab 1878 war er auch Ritter der Ehrenlegion. 1906 wurde er korrespondierendes Mitglied der Bayerischen Akademie der Wissenschaften und 1924 der Russischen Akademie der Wissenschaften.

## Schriften (Auswahl)
- Numismatique de l’Orient Latin. 2 Bände. Leroux, Paris 1878–1882, (Digitalisate: Band 1; Band 2).
- Les Iles des Princes. Lévy, Paris 1884, (Digitalisat).
- Un empereur byzantin au dixième siècle. Nicephore Phocas. Firmin-Didot, Paris 1890, (Digitalisat).
- L’Épopée byzantine à la fin du dixième siècle. 3 Bände. Hachette, Paris 1896–1905, (Digitalisate: Band 1; Band 2; Band 3).
- Renaud de Chatillon. Prince d’Antioche Seigneur de la terre d’Outre-Jourdain. Plon, Paris 1898, (Digitalisat).
- Campagnes du roi Amaury Ier de Jérusalem en Égypte, au XIIe siècle. Plon, Paris 1906, (Digitalisat).
- Fin de la domination franque en Syrie après les dernières croisades. Prise de Saint-Jean-d’Acre en l’an 1291 par l’Armée du Soudan d’Égypte. Plon, Paris 1914, (Digitalisat).
- Récits De Byzance Et Des Croisades. 2 Bände. Plon, Paris 1916–1922, (Aufsatzsammlung).
- Byzance et les croisades. Pages médiévales. Geuthner, Paris 1927, (Digitalisat).
- Mes Souvenirs 1844–1928. 2 Bände. Plon, Paris 1934, (Posthume).
- Lettres de deux amis. Une correspondance entre Pénélope S. Delta et Gustave Schlumberger, suivie de quelques lettres de Gabriel Millet. Introduction et notes de X. Lefcoparidis. Préface d’André Mirambel. Institut Français d’Athènes, Athen 1962.